# Jorge Llopart
Jordi Llopart i Ribas, född 5 maj 1952 i El Prat de Llobregat utanför Barcelona, död 11 november 2020 i Badalona, var en spansk friidrottare inom gång.  
Han tog OS-silver på 50 kilometer gång vid friidrottstävlingarna 1980 i Moskva, samt blev Europamästare på 50 kilometer gång 1978.